# Schiplaken (Boortmeerbeek)
Schiplaken is een dorpskern van de gemeente Boortmeerbeek in de Belgische provincie Vlaams-Brabant. Het maakt deel uit van Hever, een deelgemeente van Boortmeerbeek. Schiplaken ligt ten zuiden van Boortmeerbeek en Hever. Schiplaken is de enige dorpskern van Boortmeerbeek die ten zuiden van de Leuvense Vaart ligt.

## Uitzicht
Schiplaken is een vrij groen dorp dat bijna uitsluitend bestaat uit residentiële wijken. Het ligt ingeklemd tussen het Domein van Hofstade en het Schiplakenbos. De residentiële buurt bevindt zich bijna volledig ten noorden van het oorspronkelijke dorpscentrum, waardoor de vreemde situatie ontstaat dat de kerk geografisch gezien helemaal aan de rand van het dorp staat. De grote residentiële wijk Lievekesbossen als deel van Schiplaken ligt noordoostelijk een beetje verwijderd van de rest van het dorp.
- De Heilige-Familiekerk (1907), de pastorie en de lagere school werden geschonken door burggraaf Georges Terlinden wiens bronzen buste bij de ingang van de begraafplaats staat.
- In het Schiplakenbos bevindt zich het Kasteel Schiplaken. Het bestond al vele eeuwen, maar het huidige kasteelgebouw werd pas opgetrokken na de Eerste Wereldoorlog door de eigenaar burgraaf Georges Terlinden. De dienstgebouwen dateren uit de 18e en 19e eeuw.

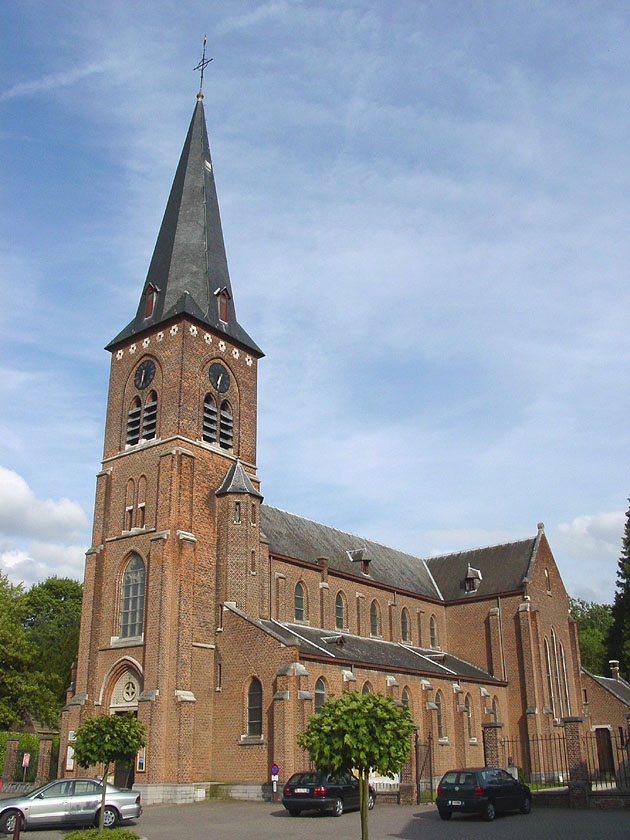
Heilige Familiekerk

- Het domein Gottendijs

## Nabijgelegen kernen
Elewijt, Hofstade, Hever, Muizen

## Geschiedenis

### 18e eeuw
Op de Ferrariskaarten uit de jaren 1770 is duidelijk vast te stellen dat er toen van een dorp nog geen sprake was. Verspreid over de Biest- en Venstraat stonden alles tezamen nog geen 25 boerderijtjes, allen zeer verspreid gelegen. Een kerk stond er niet, maar er was wel het Château de Gottendys. De directe omgeving was, nog veel meer dan vandaag, beheerst door bossen, met name het Plantsoenbosch. Een heel eind naar het westen was er voorts nog het Château de Scheplaeken, waar het later ontstane dorp naar genoemd is.

### 19e eeuw
Tot in de 19e eeuw bestond Schiplaken hoofdzakelijk uit bos en heide, al begon het gehuchtje zich wel meer en meer te ontwikkelen. Zo zijn er in de Atlas der Buurtwegen (1841) toch al een 40-tal woningen te zien.

### 20e eeuw
De parochie werd in 1907 gesticht door burggraaf Terlinden, eigenaar van het naburige kasteel. De kerk, de pastorie en de lagere school werden op zijn kosten gebouwd. Een bronzen borstbeeld van de mecena, opgesteld aan de voet van de kerktoren, herinnert hieraan. De familieleden zijn vaak op het kerkhof rond de kerk begraven.
In 1914 was Schiplaken het toneel van hevige gevechten. Een monument op de begraafplaats brengt hulde aan de helden van deze gevechten.